# Попов, Николай Тарасович
Николай Тарасович Попов (укр. Микола Тарасович Попов; 7 августа 1927, Ястребовка, Курская область — 12 июня, 2010) — советский и украинский график, член Национального союза художников Украины (с 1961 года). народный художник Украины (1997).

## Биография
Родился 7 августа 1927 года в селе Ястребовка Курской области в крестьянской семье.
С 1950 по 1956 год учился в Киевском художественном институте в мастерской Александра Пащенко.
Преподавал в нём с 1961 года на кафедре графических искусств, с 1978 года — профессор и руководитель кафедры графических искусств.
Член КПСС с 1963 года. 
Умер 12 июня 2010 года. Похоронен в Киеве на Байковом кладбище (участок № 33).

## Творчество
Работал по большей части в отрасли станковой графики и живописи. Отдавал преимущество литографии, офорту, разным средствам рисунка. Произведения:
- графические серии:
  - «За мотивами „Кобзаря“ Т. Г. Шевченка» (1964);
  - «Завод і люди» (1966);
  - «Роки окупації» (1961–1968);
  - «Моє дитинство» (1970–1972);
  - «Сковорода» (1972);
  - «Світ людський» (1971–1977);
  - «Г. С. Сковорода» (1972);
  - «Партизанська сюїта» (1974);
  - «Сибір будується» (1974–1978);
  - «Боротьба і становлення» (1975–1977);
  - «Мій Київ» (1976–1980);
  - «Зимовий Седнів» (1977);
  - «По Індії» (1979);
  - «Мужність» (1981–1982);
  - «По Італії», «По Сибіру», «По Середній Азії» (1989–1991);
  - «По Єнисею» (1992-1994)

## Награды
- Заслуженный деятель искусств Украинской ССР (1977).
- Народный художник Украины (1997).
- Награждён Почётной грамотой Президиума Верховного Совета Украинской ССР, медалями[1].